# چا جونگ-سوک
چا جونگ-سوک (انگلیسی: Cha Jong-sok؛ زادهٔ ۲۶ نوامبر ۱۹۴۹) بازیکن فوتبال اهل کره شمالی بود.
وی همچنین در تیم ملی فوتبال کره شمالی بازی کرده‌است.